# The Gangfighter
The Gangfighter è un cortometraggio muto del 1912. Il nome del regista non viene riportato nei credit del film che, prodotto dalla Reliance Film Company, aveva come interpreti Henry B. Walthall, Gertrude Robinson, Georgia Wilson.

## Trama
Rozzo e prepotente, il capo di una gang di città perde il proprio prestigio quando salva dalle molestie e dagli insulti una giovane missionaria tormentata dai gangster. Uno dei banditi, che aspira a prendere il suo ruolo di leader, tanto fa contro di lui da mettergli contro i suoi. L'uomo tenta di dimenticare la ragazza, ma non ci riesce e comincia a frequentare sempre più spesso la missione, dicendo a sé stesso che lo fa per proteggere la giovane missionaria. Una sera, mentre la sta accompagnando a casa, i due vengono sorpresi dalla gang che insulta e provoca l'uomo. Lui vorrebbe reagire, ma lei glielo impedisce. Buttato fuori dalla banda, trova lavoro al porto, diventando presto caposquadra. Nel suo quartiere, intanto le cose non vanno molto bene e vi regna il caos prima delle elezioni. Quando vi ritorna, però, i suoi vecchi compari lo prendono e lo picchiano. La missionaria lo trova e lo porta via, prendendosi cura di lui. La cosa contribuisce a fargli tagliare finalmente i ponti con la sua vecchia vita e l'uomo decide di dedicarsi per il futuro alla ragazza e al suo nuovo lavoro.

## Produzione
Il film venne prodotto dalla Reliance Film Company.

## Distribuzione
Distribuito dalla Motion Picture Distributors and Sales Company, il film - un cortometraggio di una bobina - uscì nelle sale cinematografiche degli Stati Uniti il 10 gennaio 1912.